# Wilhelm Best

Wilhelm Best

Friedrich Wilhelm Balthasar Best (* 24. Mai 1859 in Darmstadt; † 30. November 1939 ebenda) war Kreis- und Provinzial-Direktor im Großherzogtum Hessen.

## Karriere
Wilhelm Best studierte Rechtswissenschaft an den Universitäten Heidelberg, Leipzig und Gießen. 1884 legte er die juristische Staatsprüfung ab und schlug die Verwaltungslaufbahn als Regierungsassessor ein. 1888 war er Ministerialsekretär im Ministerium des Innern. 1896 wechselte er zum Kreis Darmstadt, wo er ab 1898 stellvertretender Kreisrat wurde. Schon ein Jahr später arbeitete er wieder im Innenministerium, diesmal in der Abteilung für Schulangelegenheiten. Anlässlich der Konstituierung der Landtage 1908, 1911 und 1914 war er Landtagskommissar für die Zweite Kammer der Landstände des Großherzogtums Hessen. 1912 wurde er Abteilungsleiter für die öffentliche Gesundheitspflege im Innenministerium.
1913 folgte seine Ernennung zum Kreisrat des Kreises Mainz. Diese Stellung war mit der Funktion des Direktors der Provinz Rheinhessen und der des landesherrlichen Kommissars der Festung Mainz verbunden. Während der französischen Rheinlandbesetzung, die sich auch auf die gesamte Provinz Rheinhessen und rechtsrheinisch auf den Kreis Groß-Gerau erstreckte, war die Kommunikation mit der Regierung in Darmstadt weitgehend unterbrochen. Wilhelm Best wurde 1920 deshalb zusätzlich zum Landeskommissar für die besetzten hessischen Gebietsteile ernannt und ermächtigt, die hessische Regierung und sämtliche hessischen Behörden des besetzten Gebietes gegenüber den Delegierten der hohen Kommission bei der Provinz Rheinhessen und dem Oberkommando der französischen Rheinarmee in Mainz zu vertreten. In all diesen Funktionen wurde er 1922 durch Karl Usinger abgelöst.
Nebenämter
Ab 1897 war er Staatskommissar bei der Invaliditäts- und Altersversicherungsanstalt und
1897 bis 1902 Mitglied des Landesversicherungsamtes.

## Ehrungen
- 1901 Ritterkreuz I. Klasse des Verdienstordens Philipps des Großmütigen
- 1903 Kaiserlich Russischer Sankt Annenorden II. Klasse
- 1906 Komturkreuz II. Klasse des Verdienstordens Philipps des Großmütigen
- 1908 wurde er zum Geheimrat ernannt.
- 1909 Großherzoglich badische Friedrich-Luisen-Medaille
- 1909 Kommandeurkreuz I. Klasse des schwedischen Wasaordens
- 1910 Kaiserlich russischer Sankt-Stanislaus-Orden II. Klasse mit Stern
- 1910 Rote-Kreuzmedaille III. Klasse
- 1911 Krone zum Komturkreuz II. Klasse des Verdienstordens Philipps des Großmütigen
- 1917 Komturkreuz I. Klasse des Verdienstordens Philipps des Großmütigen[1]